# Agustín Blázquez y Paúl
Agustín Blázquez y Paúl fue el primer alcalde de Cádiz durante la dictadura de Primo de Rivera.
Era una persona influyente y adinerada por la herencia de la industria bodeguera de su linaje. Fue proclamado alcalde el 1 de noviembre de 1923 y su mandato duraría hasta el 14 de julio de 1927, siendo sustituido en la alcaldía por Ramón de Carranza y Fernández Reguera, marqués de la Villa de Pesadilla. 
El mandato de Agustín Blázquez se distingue por su eficacia con muchos y continuos proyectos, embelleciendo la ciudad y relanzándola al turismo. Una de sus intervenciones más destacadas fue la pavimentación del Campo del Sur y el reforzamiento de las Murallas, incluyendo el muro Puntales.